# Hospital Militar Curuzú Cuatiá
El Hospital Militar Curuzú Cuatiá "General de Brigada Doctor Manuel Biedma" (HMCC o H Mil Curuzú Cuatiá) es un hospital militar del Ejército Argentino con asiento de paz en Curuzú Cuatiá y con dependencia orgánica de la Dirección General de Salud.

## Actividades operacionales
El Hospital Militar Curuzú Cuatiá contribuye a la sanidad militar del Ejército y al apoyo a la comunidad, que incluyó en 2020 brindar apoyo al esfuerzo de ayuda humanitaria de las Fuerzas Armadas de la Nación desplegado durante la pandemia de COVID-19 en la Argentina, optimizando su personal y medios, y colaborando con las provincias y municipios. Se hallaba en la órbita de la Zona de Emergencia Misiones (que incluía Corrientes).